# Rayne
Rayne är en by och en civil parish i Braintree i Essex i England. Orten har 2 162 invånare (2001). Den har en kyrka.